# 윈도우 멀티포인트 서버

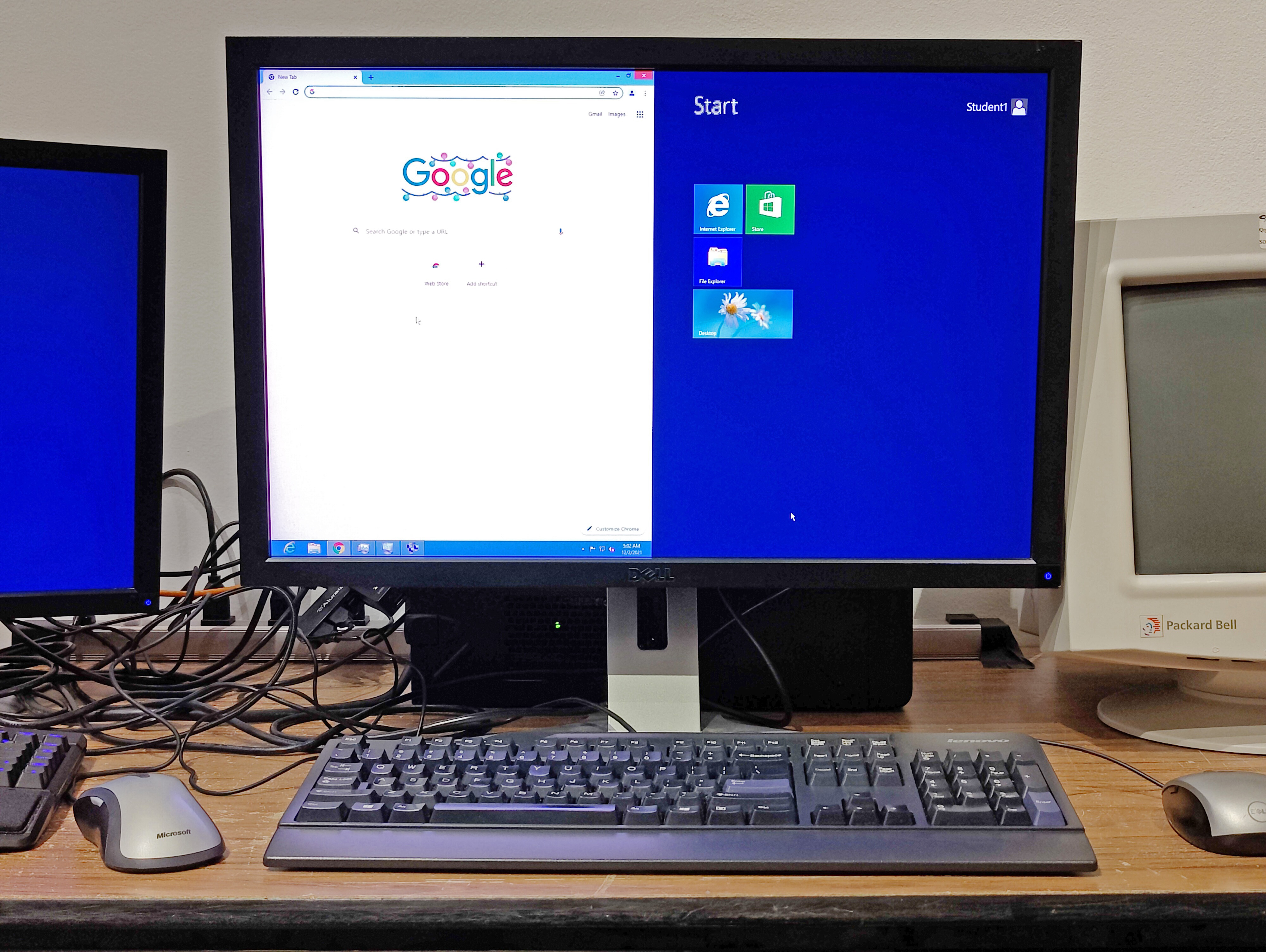

윈도우 멀티포인트 서버(Windows MultiPoint Server)는 원격 데스크톱 서비스 기술을 이용함으로써 하나의 컴퓨터에 연결된 여러 개의 독립된 컴퓨팅 스테이션이나 터미널을 호스팅하는 마이크로소프트 윈도우 서버 기반 운영 체제이다.

## 버전

### 윈도우 멀티포인트 서버 2010
윈도우 멀티포인트 서버 2010은 2010년 2월 출시되었으며, 윈도우 서버 2008 R2에 기반한다.

### 윈도우 멀티포인트 서버 2011
윈도우 서버 2008 R2 SP1에 기반한 윈도우 멀티포인트 서버 2011은 2011년 3월 10일 공개되었다.

### 윈도우 멀티포인트 서버 2012
2012년 11월 27일, 마이크로소프트는 윈도우 멀티포인트 서버 2012를 발표하였다. 윈도우 서버 2012에 기반한 멀티포인트의 첫 버전이다.

## 같이 보기
- 마이크로소프트 서버
- 윈도우 멀티포인트 마우스
- 윈도우 서버